# Liste der mexikanischen Botschafter in Osttimor
Diese Liste führt die mexikanischen Botschafter in Osttimor auf. 

## Hintergrund

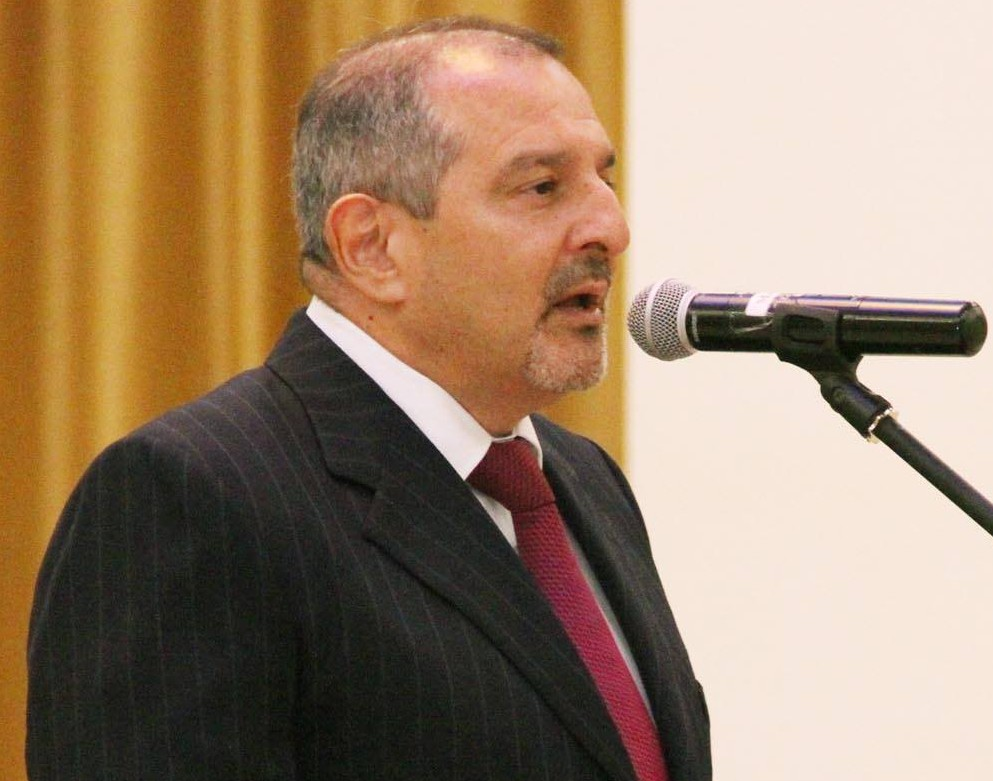
Frederico Salas Lofte (2016)

Die mexikanische Botschaft befindet sich im indonesischen Jakarta. Mexiko erkannte die Unabhängigkeit Osttimors direkt nach Ausrufung am 20. Mai 2002 an und war damit nach Brasilien das zweite lateinamerikanische Land. Bei den Feierlichkeiten zur Unabhängigkeit war Mexiko durch den Untersekretär im Außenministerium Miguel Marín Bosch vertreten. Die Aufnahme diplomatischer Beziehungen erfolgte am 26. September 2003.
| Name                          | Amtszeit           | Bemerkungen                      |
| ----------------------------- | ------------------ | -------------------------------- |
| ?                             |                    |                                  |
| Melba Pria                    | 2007 bis März 2015 | [ 4 ]                            |
| Frederico Salas Lofte         | 2016–2018          | Akkreditierung: 12. Februar 2016 |
| Armando Gonzalo Alvarez Reina | 2018–?             | [ 6 ]                            |